# Rio Mountain Festival
O Rio Mountain Festival é o mais antigo festival de cinema de montanha e aventura do Brasil, criado em 2001 pelo montanhista Alexandre Diniz. Um dos mais renomados festivais de cinema de montanha do mundo, exibindo produções que retratam paisagens deslumbrantes e histórias inspiradoras de aventureiros apaixonados por montanhas, esportes de aventura e pela vida ao ar livre.
Realizado anualmente no mês de outubro, na cidade do Rio de Janeiro (RJ), o festival cresceu ao longo dos anos, ampliando a quantidade de filmes exibidos e consolidando-se como referência nacional para quem admira, produz ou promove o cinema de montanha. Atualmente, o evento é uma competição internacional de cinema, com uma programação diversificada de filmes e documentários sobre cultura, esportes, meio ambiente, aventura e exploração.
Além das exibições cinematográficas, o Rio Mountain Festival conta com uma programação paralela que valoriza a cultura de montanha, incluindo:
- Literatura de montanha, com lançamentos de livros, palestras e bate-papo com autores;
- Atividades de artes plásticas e oficinas para crianças;
- Concurso e exposição fotográfica, promovendo a valorização das paisagens naturais e da cultura ligada às montanhas.

## International Alliance for Mountain Film
A Aliança Internacional do Filme de Montanha (IAMF) foi instituída para promover, melhorar e conservar a cinematografia da montanha por meio de festivais internacionais que defendam seus ideais e incorporem a cultura do cinema de montanha nas atividades regulares de seus órgãos-membros.
Atualmente, a IAMF possui 28 membros: 27 festivais de filmes de montanha e um museu. Juntos representam 21 países dos cinco continentes. Sua sede localiza-se no Museu Nacional da Montanha, em Turim, Itália, na colina do Monte dei Cappuccini, em uma posição panorâmica a partir da qual se pode admirar os Alpes e o Monte Rosa no horizonte. No mesmo local fica a sede do Clube Alpino Italiano.
Ao longo de seu caminho, a IAMF, que inclui os mais prestigiados festivais do gênero entre seus membros, tornou-se o principal ponto de referência para aqueles que produzem, criam, promovem e conservam os filmes de montanha no mundo.
O Rio Mountain Festival foi aceito como membro da IAMF na assembleia anual da Alliance, que aconteceu na Coréia do Sul em 30 de setembro de 2024. Agora somos o 2º país da América do Sul a fazer parte dessa renomada instituição.

## Mostra competitiva
A mostra competitiva do Rio Mountain Festival tem como objetivo apresentar ao grande público as mais expressivas realizações do cinema de montanha, expedições e aventura, além de incentivar e difundir a produção brasileira desse gênero cinematográfico. Sua primeira edição ocorreu em 2004, e, a partir de 2013, passou a aceitar também filmes estrangeiros, transformando-se em um festival internacional, com produções de diversos países participando da competição.
Os vencedores da mostra recebem o troféu Corcovado, uma homenagem ao icônico morro do Corcovado, localizado na zona sul do Rio de Janeiro. Com 709 metros de altitude e situado no Parque Nacional da Tijuca, o Corcovado é conhecido mundialmente por abrigar, em seu topo, a famosa estátua do Cristo Redentor, um dos maiores símbolos do Brasil.

## Prêmios e filmes premiados
O festival premia os filmes selecionados com o troféu Corcovado nas seguintes categorias:
- Grande Prêmio Cidade do Rio – Melhor filme;
- Prêmio Terra Brasilis – Melhor filme brasileiro;
- Melhor Curta-metragem;
- Melhor Curta-metragem brasileiro;
- Melhor filme de montanhismo e escalada;
- Prêmio de Público.

Filmes premiados como melhor filme, desde o primeiro ano de mostra competitiva:
2024 – Andes Indomito: Fiordo de las Montañas (Andes indomáveis: Fiorde das Montanhas), de Raimundo Germán Olivos, Chile
2023 – The Engine Inside (O motor interior), de Darcy Wittenburg, Darren McCullough e Colin Jones, Canadá
2022 – Wild Waters (Águas selvagens), de David Arnaud, França
2017 – Dhaulagiri, ascenso a la montaña blanca (Dhaulagiri, escalada à montanha branca), de Cristián Harbaruk e Guillermo Glass, Argentina
2015 – K2 and the Invisible Footmen (K2 e os lacaios invisíveis), de Iara Lee, Paquistão
2014 – Between Places (Entre lugares), de Henrik Rostrup, Groenlândia, Espanha e França
2013 – Amigo Imaginário, de Oswaldo Baldin, Brasil
2012 – No Ropes No Bolts (Sem cordas e sem proteções), de Felipe Dallorto e Julio Blander, Brasil
2011 – Quanta Patagônia, de Guilherme Pahl, Luciana Melo e Marcio Cesar, Brasil
2010 – Dias de Tempestade, de Eliseu Frechou, Brasil
2009 – Ciclos, de Pedro Dumans, Brasil
2008 - Uruca (7º VIIIc E4), de Erick Grigorovski, Brasil
2007 - Aconcágua Sin Mulas (Aconcágua sem mulas), de Paulo Marim Junior, Brasil
2006 - A Conquista - uma estória de aventura, de Gustavo Sampaio, Brasil
2005 - Asas - um sonho Carioca, de Sylvestre Campe, Brasil
2004 - Cinquentona Gallotti, de Priscila Botto e Paulo de Barros, Brasil